# Teclado JCUKEN
JCUKEN (ЙЦУКЕН en ruso) es la principal distribución de teclado cirílico del idioma ruso. En el idioma mongol se usa una variante llamada FCUZHEN (ФЦУЖЭН).

Teclado ЙЦУКЕН (JCUKEN).